# Крапивин, Владислав Петрович
Владисла́в Петро́вич Крапи́вин (14 октября 1938[…], Тюмень, Омская область — 1 сентября 2020[…], Екатеринбург) — советский и российский детский писатель, поэт, сценарист, журналист и педагог. Лауреат премии Президента Российской Федерации в области литературы и искусства за произведения для детей и юношества (2014) и премии Ленинского комсомола (1974).

## Биография

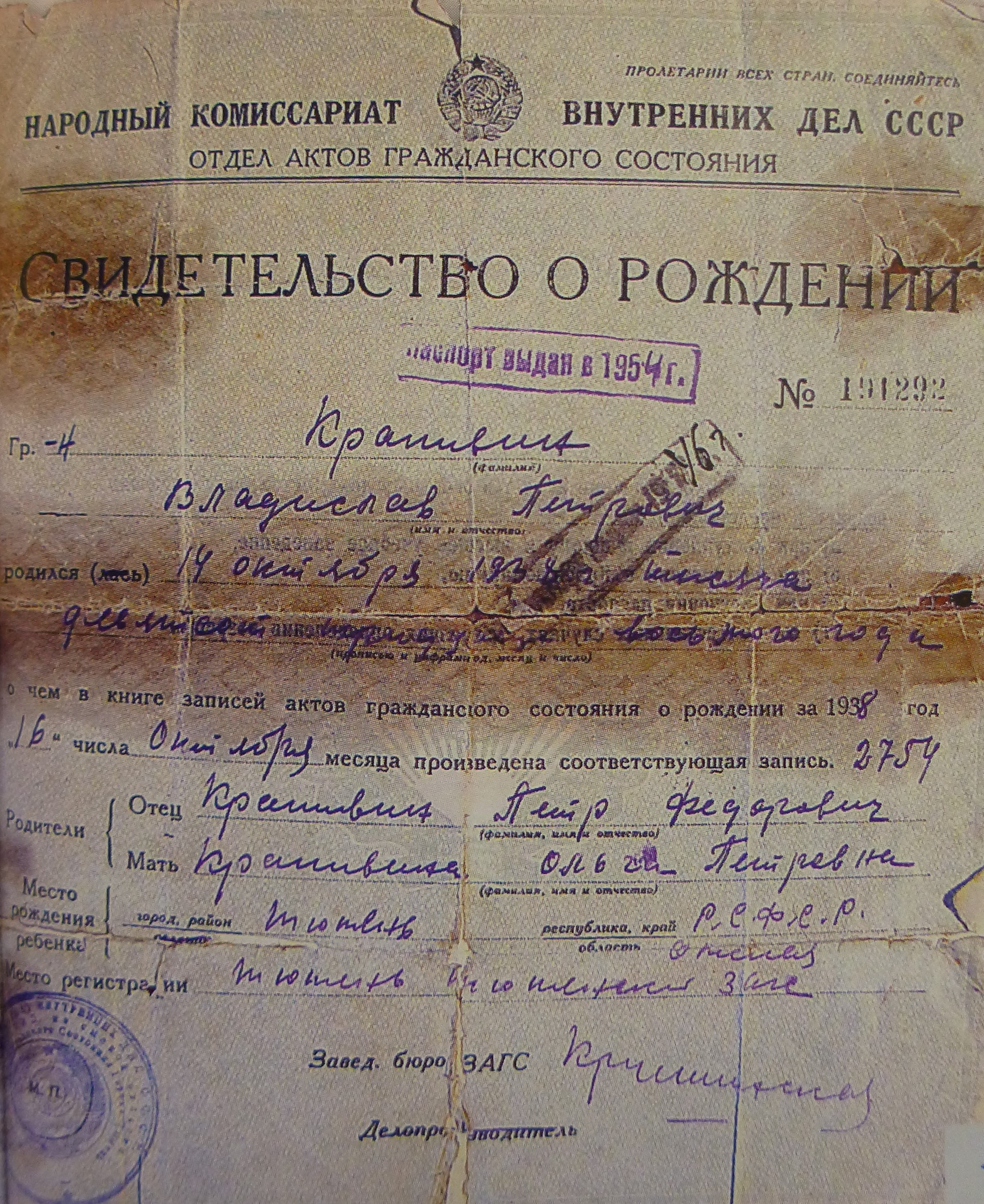
Свидетельство о рождении Владислава Крапивина

Родился 14 октября 1938 года в семье Петра Фёдоровича (1903—1968) и Ольги Петровны (1904—1981) Крапивиных в Тюмени Омской области (ныне — административный центр Тюменской области). Мать — Ольга Печёнкина — православная, дочь почтальона Вятской почтово-телеграфной конторы, родилась в июне 1904 года. Отец — Пётр Крапивин — родился в феврале 1903 года в Пултуске в семье бедных польских дворян. В 1915 году мать Петра бежала с сыном от немецкого наступления в Вятку. Пётр Крапивин окончил семинарию и в 1923 году, служа псаломщиком, венчался с Ольгой Печёнкиной. 10 мая 1925 года рукоположен в священники Троицкой церкви села Филиппова, где Крапивины прожили около десяти лет. В 1925—1926 годах у пары родились двое детей.

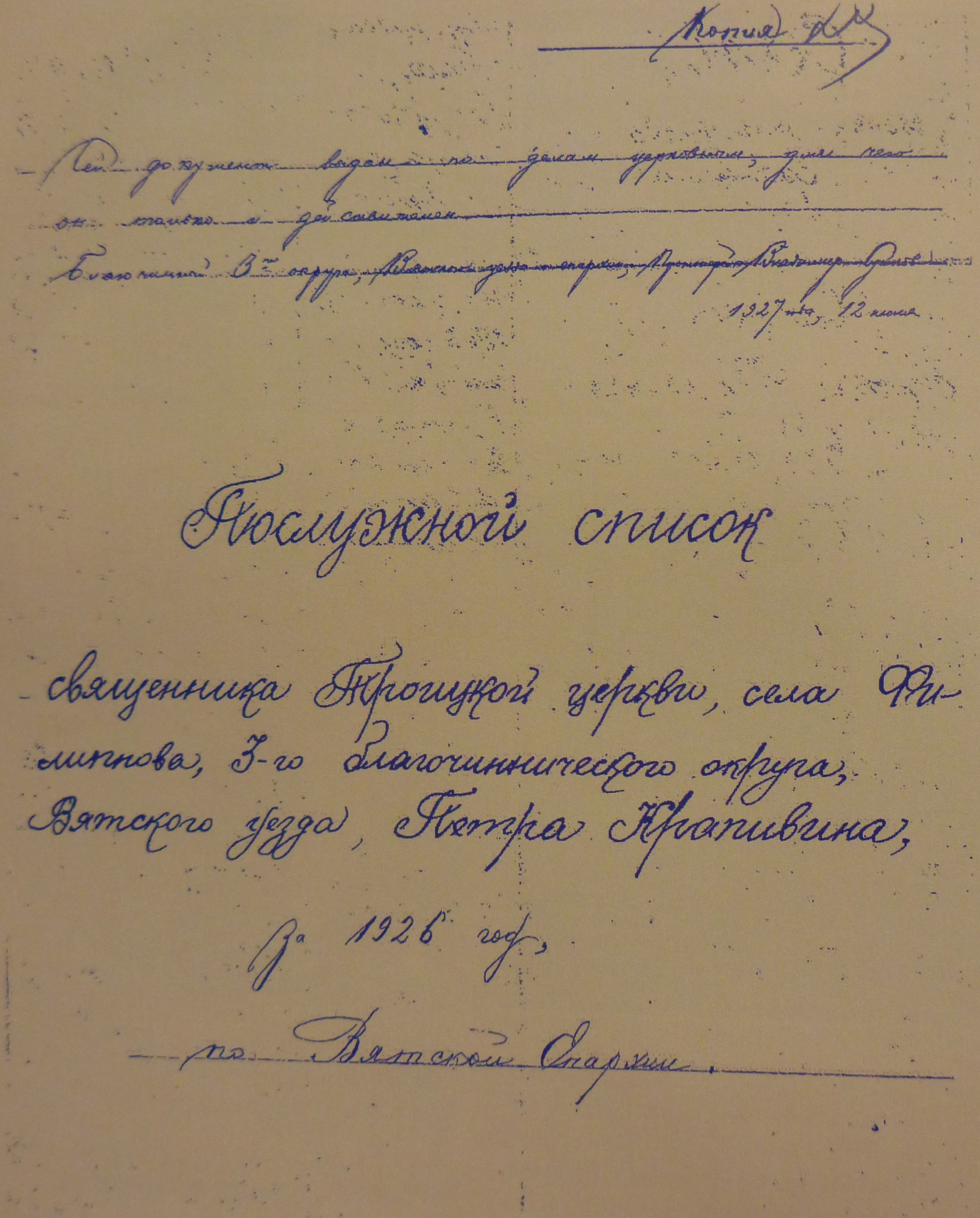
Копия послужного списка Петра Крапивина за 1926 год

30 марта 1932 года священник Пётр арестован по статье 58-10 Уголовного кодекса РСФСР, но дело было закрыто за отсутствием состава преступления, и он вернулся к служению. По семейной легенде, в 1936 году кто-то из знакомых предупредил священника о готовящемся аресте (биограф А. Щупов пишет о сотруднике НКВД, который посоветовал исчезнуть), и Пётр с семьей, изменив биографию, переехал из деревни в Тюмень. Крапивин стал учителем русского языка, а его жена — воспитателем детского сада. Служение Петра в храме так и осталось тайной для самого В. П. Крапивина.
Призванный в войну в Красную армию в начале 1942 года, Пётр Фёдорович в семью не вернулся, оставшись с другой женщиной в Белоруссии. В 1946 году Крапивины переехали к отчиму — Владимиру Эдвиновичу Куну, любителю охоты и истории русского флота и бывшему боксеру; Владимир Эдвинович дважды побывал в ГУЛАГе и с ностальгией вспоминал дореволюционную Москву. Как писал биограф Щупов, общение с отчимом повлияло на становление маленького Славы, но дружеские отношения не сложились. Ранние детские годы Крапивин помнил плохо, но немногочисленные фрагменты воспоминаний — в большей степени их эмоциональная составляющая — постоянно фигурировали в разных его книгах. Военное время оставило в памяти голод и холод, хотя, по выражению Щупова, те годы виделись Славке «светлыми и уютными». Так, писатель вспоминал, как брат и сестра подарили ему на «неполный» день рождения (4,5 года) игрушечный стеклянный дирижабль. Помимо разнообразных дворовых игр (на деревянных тротуарах, крышах и чердаках) биограф отмечал привязанность будущего писателя к родному дому — мальчика так и не устроили в детский сад. По мнению Щупова, частое домашнее одиночество способствовало детским фантазиям.
В детстве будущий писатель обнаружил в себе способность придумывать занимательные истории, которые рассказывал в кругу своих сверстников. Читать и сочинять первые эпиграммы он начал в пять лет. В школу Владислав пошёл в 1945 году; по собственному признанию, учился он «всяко», получал двойки по русскому языку и литературе, прогуливал занятия, а в девятом классе остался на второй год. Окончив школу в 1956 году, Крапивин поступил на факультет журналистики Уральского государственного университета имени А. М. Горького. Первоначально он подумывал стать моряком, но от этой идеи пришлось отказаться из-за плохого здоровья. По совету матери решил поступать в Тюменский пединститут и изучать немецкий язык; поскольку в тот год на факультет иностранных языков не было набора, будущий писатель поехал в Свердловск. В годы студенчества занимался в литературном кружке под руководством редактора «Уральского следопыта» В. Н. Шустова, был принят на работу в газету «Вечерний Свердловск». На производственной практике после второго курса работал в отделе учащейся молодёжи газеты «Комсомольская правда», где познакомился с создателем педагогики сотрудничества Симоном Соловейчиком.
Весной 1960 года в журнале «Уральский следопыт» вышел первый рассказ Владислава Крапивина. Несколько лет В. П. Крапивин работал в этом журнале.
Как начинающий литератор В. П. Крапивин, по его личному признанию, испытал большое влияние К. Г. Паустовского, изучал его творчество, впоследствии был на его похоронах.
Первая книга В. П. Крапивина — «Рейс „Ориона“» — вышла в 1962 году в свердловском издательстве. В 1963 году на совещании молодых писателей в Москве он занимался в секции детской литературы под руководством Л. А. Кассиля. Положительно оценил книгу «Палочки для Васькиного барабана» (1965) К. Чуковский, который отметил знание психологии школьника и умение выражать его речь, лаконичность и точность языка, поэтичные описания природы, драматизм произведений. Известность в СССР писателю принесла повесть «Та сторона, где ветер», опубликованная в журнале «Пионер».
В 1964 году Крапивин был принят в члены Союза писателей СССР. В 1970—1980-е годы являлся членом редколлегий журналов «Пионер» и «Уральский следопыт».
В 2000—2001 годах издательство «Центрполиграф» опубликовало 30-томное собрание сочинений В. П. Крапивина, в 2013—2017 годах Издательский Дом Мещерякова выпустил в свет 50-томное собрание сочинений В. П. Крапивина.
С 2006 года присуждается ежегодная Международная детская литературная премия имени В. П. Крапивина. Председателем жюри являлся сам Владислав Крапивин.
В 2007 году В. П. Крапивин переехал из Екатеринбурга в Тюмень. «Екатеринбург пытаются превратить в какой-то Лас-Вегас, — сказал писатель. — Такой город мне чужой, я не хочу в нём жить».
В Тюмени Крапивин был избран профессором Тюменского государственного университета, вёл для студентов школу литературного мастерства. 15 июня 2011 года в литературно-краеведческом центре Тюмени был открыт музей Владислава Крапивина с постоянной экспозицией «Славка с улицы Герцена», состоящей из вещей из жизни и творчества писателя.
В октябре 2013 года В. П. Крапивин вернулся в Екатеринбург.

### Болезнь и смерть
15 июля 2020 года Крапивин был госпитализирован с нарушениями речи и координации, небольшим кашлем. Предполагалась коронавирусная инфекция. Тест на COVID-19 был отрицательный, однако компьютерная томография лёгких показала наличие пневмонии с 25 % поражения. 28 июля компьютерная томография мозга зафиксировала последствия инсульта. 7 августа был выписан из больницы с осложнениями (обширные гематомы), а 9 августа, после вмешательства Минздрава был вновь госпитализирован. 12 августа была проведена операция, из ноги хирурги откачали 1,5 литра скопившейся жидкости. В течение августа развился сепсис, осложнения на сердце.
Скончался 1 сентября 2020 года в Екатеринбурге. Похоронен на Широкореченском кладбище (уч. № 2).

## Литературное творчество
Владислав Крапивин занимался профессиональным литературным творчеством более пятидесяти лет, в 2017 году на вопрос Дмитрия Быкова «Вы хотя бы примерно представляете, сколько написали?» Владислав Крапивин ответил: «Никогда не считал. Думаю, порядка 50 повестей… или уже 70? Романов около 30… Всех, кому надоело, могу утешить: лет примерно в 75 я решил остановиться». Литературовед М. Липовецкий считал, что Крапивин принадлежит к младшим представителям поколения шестидесятников (его юность пришлась на события XX съезда), что обусловило его «неискоренимый романтизм» и, по мнению критика, удавшуюся попытку сохранить и передать потомкам романтические устремления того поколения. Липовецкий считал Крапивина «писателем откровенно романтического склада». По оценке А. Синицкой, книги Крапивина имеют большую популярность и являются редким примером соединения советских и постсоветских поколений читателей, хотя не так часто привлекают внимание академических исследователей. 

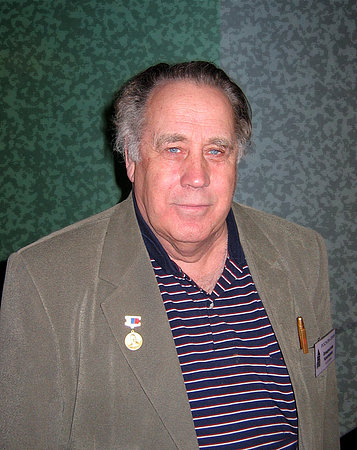
В апреле 2006 года

Общепринятым считается влияние на творчество писателя А. Гайдара, отмечались связи с традициями А. Грина и Р. Стивенсона. Сам Крапивин упоминал таких авторов, как Ж. Верн, М. Твен, В. Катаев, Л. Кассиль, Л. Пантелеев.
Первые книги писателя ― «Рейс „Ориона“» (1962) и «Брат, которому семь» (1963) ― привлекли внимание читателей и критиков, отмечалась книжность произведений молодого Крапивина. Лирико-психологические произведения раннего периода относились к жанру реализма с элементами романтики, которая в 1970-е годы начала влиять на поэтику. С конца 1970-х и в 1980-е годы Крапивин постепенно переходил к жанру сказки и фантастики, где преобладала романтическая нормативность и где четко оформилось характерное для романтизма двоемирие. По мнению литературоведа И. Сергиенко, основной корпус, или ядро реалистической прозы писателя создавался с начала 1960-х до середины 1980-х годов и включал следующие произведения:
- «Тень Каравеллы» (1971);
- трилогия «Мальчик со шпагой» (1973—1975);
- «Мушкетёр и фея» (1978);
- «Колыбельная для брата» (1979)
- «Болтик» (1979);
- «Трое с площади Карронад» (1981)
- «Журавлёнок и молнии» (1982);

Magnum opus Крапивина — среди нефантастических произведений автора — повесть «Мальчик со шпагой», опубликованная в 1974 году во всесоюзном журнале «Пионер» (№ 3—6; тираж — 1,55 млн экз.). Позднее название повести стало названием трилогии — куда вошли «Всадники со станции Роса» и «Флаг-капитаны», а сама центральная повесть стала называться «Звёздный час Серёжи Каховского». Менее чем через семь лет после первой публикации в журнале «Пионер» (1973—1975) трилогия «Мальчик со шпагой» была издана в 1981 году отдельной книгой в престижной серии «Золотая библиотека. Избранные произведения для детей и юношества». В 1980-е годы в творчестве Крапивина постепенно нарастало сказочно-фантастическое направление, в русле которого им создан цикл произведений о детях философско-фантастического содержания под общим заголовком «В глубине Великого Кристалла».
По мнению писателя А. Иванова, Крапивин разгадал секрет детской литературы: её структура должна совпадать с детским восприятием и освоением мира. Иванов выделил четыре типа детской поведенческой стратегии (или сценария), которые писатель положил в основу романтических и сентиментальных сюжетов. Во-первых, отождествление игры, литературы и жизни, что означает разыгрывание литературных сюжетов детьми; во-вторых, для победы в состязании мир изменяется, поскольку ему придумываются новые правила или законы; в-третьих, в обычных вещах (ключик в замке) обнаруживаются чудеса, способные изменить судьбу; в-четвертых, дети прячутся от несправедливого мира.
Литературоведы Е. Посашкова и М. Мещерякова считали главным в художественном мире писателя «дидактическую романтику»: взаимосвязь романтической и дидактической традиций, считая этот тезис общепринятым. Наличие романтизма в поэтике Крапивина обусловлено его романтическим мировосприятием; «дидактические, нравоучительные задачи» во многом продиктованы читательской аудиторией (10—13 лет) и помогают автору реализовать романтические идеалы; с дидактикой связано и обращение писателя к сказке. Это сочетание, по мнению литературоведов, не всегда удачно, особенно если дидактика выходит на первый план (как, например, в повести «Валькины друзья и паруса»). Дидактическая «заданность» выражается на разных уровнях: в непременной победе высоких идеалов и романтического героя, который эти идеалы отстаивает; в структуре сюжета, сочетающего испытание и неподчинение законам природы (реальности, которая представлена в негативном свете); в идее поздних произведений 1980-х годов и в цикле о Кристалле о «миросозидательной мощи нравственного чувства», творящего и объединяющего миры.
Изображение мира детства и детского восприятия содержит некоторое противоречие: романтический элемент привносится голосом повествователя, то есть взрослого, который, по словам Липовецкого, «смотрит на детство на стороны» и видит в нём яркую, настоящую жизнь, манящую сказку и поэзию. Духовная чистота детства отражает нравственные идеалы или ценности, присущие природе человека. Романтическое отношение к детству имеет оттенок легкой печали, грусти, ностальгии . Мир взрослых, напротив, характеризуется унылой повседневностью, отсутствием фантазии, высоких идеалов преданности и дружбы.
У раннего Крапивина, включая произведения 1970-х годов, присутствовало противоречие между мечтой и цинизмом, бездуховностью обычной жизни. Борьба героя за свое достоинство и свободу и противостояние злу проходили в виде борьбы с мещанством, с хулиганами, со школьной бюрократией. Как отмечают исследователи, первоначально писателя интересовало формирование, созревание личности, духовный рост, обретение вследствие дружбы нравственных ценностей: ответственности, сострадания, чуткости («Оруженосец Кашка», «Тень Каравеллы»). Позднее, начиная с «Летчика для особых поручений» и «Мальчика со шпагой», герой сразу демонстрирует сложившийся, цельный характер и духовную независимость. Он оказывается стойким и мужественным, романтическим героем в полном смысле. Герой Крапивина ― идеалист и максималист, мечтатель и рыцарь, действующий согласно этическому кодексу. Романтический герой-бунтарь сталкивается с «низким, пошлым, мещански-косным миром» и проходит через нравственное испытание; этот конфликт детей и взрослых воплощает борьбу духовной свободы против «здравого смысла», «самодовольной ограниченности и наглости» обывательского мира.
Постепенно поэтизация детства писателем усилилась, как и роль детской мечты и сказки, по выражению Е. Зубаревой, «игры-мечты». Эти мотивы выходили на первый план («В ночь большого прилива», цикл «Летящие сказки»), определяя ход повествования. Одним из главных символов-образов здесь является «мотив корабля-парусника, каравеллы, баркентины, фрегата», а также мотив летящих коней, образ ветра, связанный с мотивом полета. М. Липовецкий считал, что писатель пытался, с одной стороны, с помощью жанра сказки расширить возможности романтической поэтики, а с другой стороны, преодолеть собственные штампы и постоянные самоповторы. Критик заключал, что Крапивин, следуя романтической традиции (Р. Стивенсон, А. Грин, А. Гайдар), пришёл к парадоксальному результату: сумел сделать остросоциальными давно известные абстрактные мотивы и образы (разрыв между идеалом и действительностью, достоинство и свобода, одиночество героя).
В крапивинской сказке сказочный и обычный миры своеобразно переплетаются, возникает «сказочная повседневность», в которой оба конфликтующих мира объединяются. Сказка и реальность могут быть отделены, либо сопрягаются; во втором случае сказка «растворяется» в действительности, сказочные законы сочетаются с обычными. В этих сказках герой проходит через традиционное нравственное испытание. Сказка-утопия («Летчик для особых поручений, «Ковер-самолёт») противостоит серой, унылой действительности и воплощает чудо дружбы, сопереживания, душевного полета, реализованной детской мечты о взаимопонимании. По словам Липовецкого, сказка, являясь и жанром, и мировосприятием героев, указывает на «суверенность страны детства», на выражение стремления ребенка к настоящей духовной свободе, к миру, где всё возможно, и на саму эту свободу.
С конца 1970-х годов писатель обратился к анализу противоречий социальной действительности с помощью жанра сказки, что, по мнению Посашковой и Мещеряковой, позволило острее и явственней показать проблему борьбы Добра и Зла. В сказках-антиутопиях социальное зло принимает глобальные, «сказочно-планетарные» масштабы: им может быть тоталитарное государство («Дети синего фламинго»), зло может подчинять целую планету («В ночь большого прилива») или галактику («Голубятня на жёлтой поляне»). Липовецкий, говоря о «Голубятне на жёлтой поляне» и «Детях синего фламинго», отмечал, что мир детства кажется близким, но вместе с тем труднодоступен; оказывается противоречивым и тревожным, в нём «праздник чреват опасностью», а «ласковость оборачивается изощрённым коварством».
Н. Богатырёва в диссертации проанализировала поэтику крапивинской сказки. По её мнению, писатель по-своему осмысляет традиционные образы народной сказки (Баба-Яга, леший, домовой, Емеля, Иванушка-дурачок и др.) что связано с особенностями сюжета, хронотопа и мотивов героя, который, подобно сказочным героям, проходит через «лишения, упреки, насмешки» и затем получает признание и уважение; хронотоп в сказках Крапивина близок к волшебным сказкам, где герой подчиняет себе пространство и время.
Критика А. Разумихина обобщила главные претензии к писателю: с одной стороны, образ мальчишки-героя оказывается идеальным, что исключает «реальные, живые… характеры»; эта критика оспаривалась, утверждались глубокий психологизм и живая индивидуальность характеров, как, например, в повести «Та сторона, где ветер». С другой стороны, автор сильно влияет на развитие событий (этот же момент отмечал Липовецкий, говоря о «Летящих сказках»: «авторское своеволие» приводит к тому, что драматический накал часто завершается торжеством оптимизма ), что приводит к «сентиментальности… морализаторству и мелодраматизму» («Трое с площади Карронад», «Валькины друзья и паруса»).
Критик Р. Арбитман охарактеризовал произведения Крапивина как «пионерско-готический роман», перенос гайдаровской модели в средневековье; схема советских героических приключений пионеров или «красных дьяволёнков» модифицируется: ребёнок сражается за светлое будущее в мире «феодально-космических фантазий, магических кристаллов, заржавленных цепей и якорей, полуразрушенных замков». Кандидат филологических наук А. Синицкая возражала против такой интерпретации: крапивинские сюжеты (как и его модель мира) отличаются от гайдаровских, поскольку внутри советской дидактики содержат неявные мистические мотивы и элемент фантасмагории, который усиливается в 1970-80-е годы и к 1990-м годам трансформируется в «фэнтези». Синицкая считала, что в творчестве Крапивина социальные проблемы XX века, история перманентных катастроф отражается через призму столкновения с Неведомым. Синицкая полагала, что тема «преображения и превращения», выхода за рамки материального мира представляла собой поиски зазора, просвета, позволяющего соединить «мистику» и «советский» сюжет, подвиг героя и мелодраматизм, идеологические штампы и метафизическую многомерность. Синицкая отмечала присутствие различных жанров: мелодрама («Острова и капитаны»), готика, «новогодний» (рождественский) сюжет, сочетающий в себе обычный мир и чудесное.
Приключение героев-мальчишек, с одной стороны, включено в «советский миф», осколки которого (образы Революции и Великой Отечественной войны) интерпретируются в духе мифотворчества шестидесятников, а с другой стороны, преломляются в поэтико-лирических образах Серебряного века, опосредованных Грином и Паустовским; с третьей стороны, тривиальный набор школьных тем (хулиганы, плохие учительницы и т. д.) составляют «авантюрную фабулу» «мушкетерства». Внешне герой движим идеалами революционного эпоса, однако героический пафос размывается, утрачивает свою ценность и заменяется повторением мелодраматических сюжетов; «революционная шашка превращается в шпагу», «мушкетерская бутафория» оказывается рыцарским орденом, владеющим «почти мистической тайной» («Мальчик со шпагой»). По мнению Синицкой, если у Гайдара невозможны вечные ценности (дом), которые оставляют героические события вовне (эпос Толкина), то у Крапивина образуются «странные зоны тождества» между домашним уютом и «вихрями истории».
Образы моральных авторитетов, «комиссаров в пыльных шлемах» с «той единственной гражданской», которыми являются капитаны, фехтовальщики, учителя, журналисты и т. д., дополняются морской романтикой; они отмечены смертью и имеют доступ к «неведомой тайне». Так, красные всадники в «Мальчике со шпагой» изображены «вычурно-маньеристскими» и мистическими, что отсылает к немецкому романтизму, прустовским воспоминаниям и детской игре. Акцент на детской фантазии, содержащей мистическую истину и открывающей дверь в другой мир, по мнению Синицкой, отдаляет Крапивина от его литературных «отцов» – В. Каверина и Л. Кассиля. Переход в фантасмагорию из обычных советских реалий напоминают готическую литературу (замкнутое пространство ― лабиринт, родовое проклятие, «найденная рукопись» как возвращение прошлого), сочетают реальность и вымысел, сон и явь, современность и архаику. Проникновение Неведомого в повседневность напоминает С. Кинга, а не Кассиля и Гайдара, а обращение к революционной песенной лирике («В ночь большого прилива») сочетается с явными отсылками к притчам и фантастике Сент-Экзюпери и Брэдбери.
Гайдаровский образ ребёнка-жертвы изменяется: он является «мистико-эзотерическим», связывается с «некромантизмом, эстетизацией смерти»; кроме того, ребёнок воплощает идеалы, утраченные взрослыми. Его неизбежная смерть (хотя он может воскреснуть) фундирует тезис о «несостоятельности мира взрослых» и указывает на невозможность светлого будущего, которое представляется как загробный мир. Синицкая отмечала, что именно ребёнок, а не взрослый, оказывается достойным «светлого будущего / легендарного прошлого»; взрослые недостойны ни того, ни другого. В то же время косный и пошлый мир взрослых противопоставлен «мистическому нео(псевдо)романтическому» миру детей всех времен. Прошлое ассоциируется со смертью и активно воздействует на настоящее (частый мотив опасного в настоящем боеприпаса из прошлого). Идеологическая и открытая борьба с «неправильными» взрослыми принимает метафизический размах. Полное отвержение мира взрослых, по мнению Синицкой, перекликается с «Гадкими лебедями» Стругацких, но Крапивин отрицает будущее как таковое.
Образ героя-протагониста, впоследствии получивший название «крапивинские мальчики» (происхождение понятия установить не удалось), по мнению литературоведа И. Сергиенко, намечается в ранних произведениях, а в классической форме возникает в первой части повести «Та сторона, где ветер» (1965; герои Генка, Владик, Илька и Яшка) и в повестях «Оруженосец Кашка» (1966; Володя и Кашка) и «Валькины друзья и паруса» (1967; Валька и Андрюшка). В дальнейшем «крапивинские мальчики» изображаются в произведениях, составляющих ядро прозы писателя в жанре реализма. Среди читателей и критиков под «крапивинскими мальчиками» понимается не только тип героя, но и «социокультурный типаж подростка / юноши...советской и постсоветской реальности». О «крапивинских мальчиках» существует объемная литература, включающая как академические, так и публицистические работы. «Энциклопедический словарь русского детства», составленный культурологом С. Борисовым, содержит статью о Сергее Каховском, наиболее ярко воплощающим данный типаж. Как отмечала Синицкая, сказочно-фантастические произведения писателя стали «космологией, философией и даже... религией» для читателей, среди которых ещё в советский период сформировалась особая субкультура, ставшая предтечей фэндома и предшествовавшая толкинистам.
Критик В. Каплан отмечает, что язык произведений Крапивина бывает порой глубже и сильнее сюжетных перипетий, эффект сопереживания и эстетическое поле текста рождаются благодаря отточенной авторской стилистике.
Писатель Сергей Лукьяненко признался, что его повести «Пристань жёлтых кораблей», «Рыцари сорока островов» и «Мальчик и тьма» написаны под влиянием творчества Крапивина. «Мальчик и тьма» содержит множество отсылок к циклу о Великом Кристалле. В юмористической повести «Царь, царевич, король, королевич» (1994) Лукьяненко и Ю. Буркин вступают в полемику с писателем и отчасти пародируют его образ. Герои повести оказываются в разных литературных мирах, похожих на миры Крапивина. Главный «упрёк» в адрес Крапивина, заключающийся в отсутствии в его произведениях «настоящей» жизни, вкладывается авторами в уста героя-подростка: «книжки одно, а жизнь — совсем другое. Нельзя в книжках жить. Неправильно это!».
В газете «Книжное обозрение» В. П. Крапивин назван «классиком детской литературы».
На 2009 год было издано двести книг Крапивина на разных языках мира. Книги писателя неоднократно издавались в Польше, Венгрии, Болгарии, Германии, Японии, Чехословакии, выходили на английском, французском, испанском, персидском и других языках.

## Педагогические взгляды и деятельность
Одновременно с литературным творчеством Владислав Крапивин занимался проблемами детства и детского движения, изучал педагогику Я. Корчака, А. С. Макаренко, В. А. Сухомлинского и становится неформальным лидером детского движения на Урале. В 1961 году Владислав Крапивин создал в Свердловске детский разновозрастный отряд «Каравелла», который в 1965 году получает статус отдельной пионерской дружины и пресс-центра всесоюзного журнала «Пионер». Поскольку детское движение в тот период в СССР было разрешено только в стенах общеобразовательной школы, то существование автономной детской организации воспринималось многими как угроза существующей системе. Было несколько попыток сверху прекратить деятельность отряда «Каравелла», но В. П. Крапивину удалось отстоять организацию. Позднее Крапивин вспоминал:

Меня невозможно было выгнать с работы — вот ведь с чем сталкивались тогдашние чиновники. Из писателей меня выгнать можно было только на съезде писателей или в крайнем случае на пленуме. А за что? Слава богу, там люди же были не все дураки. За то, что он работает с детьми и поссорился с местным домоуправлением? За это пленум писательский не выгонит из писателей. Лишить меня зарплаты было нельзя, так как я зарабатывал только книгами. Запретить отряд? Ну запретили отряд, ну, в крайнем случае, отобрали помещение. Но мне привыкать, что ли, было собирать по тридцать человек у себя в квартире? Ну как это запретишь? Ну и запрети. Милицию вызовешь? Он, паразит, возьмёт да репортаж об этом грохнет в «Комсомольскую правду».
Девизом «Каравеллы» стала клятва: «Я вступлю в бой с любой несправедливостью, подлостью и жестокостью, где бы их ни встретил. Я не стану ждать, когда на защиту правды встанет кто-то раньше меня» — также включённая в устав отряда (пункт № 5).  В буднях отряда формировался образ нового романтического героя — смелого и бескорыстного, не приемлющего мещанскую мораль и обывательский образ жизни, выделяющегося среди своих сверстников обострённым чувством справедливости, спешащего туда, где труднее всего. Такой герой занял центральное место в творчестве писателя.

«Когда я писал „Мальчика со шпагой“, рядом со мной, вместе со мной, рос и работал отряд юных моряков, юнкоров и фехтовальщиков. Не будь этих ребят — не было бы и книги, и потому я посвящаю её матросам, барабанщикам, штурманам и капитанам отряда „Каравелла“».
Из интервью 2017 года: «Вы много времени проводили в „Каравелле“?» В. П. Крапивин: «Лет до сорока — почти каждый день, потом — через день… „Каравеллу“ регулярно пытались закрыть, но за мной стоял „Пионер“, его главный редактор Фурин, который сделал нас официальной флотилией журнала. Так что когда в очередной раз возникали разговоры о том, что я подвергаю детей риску — а я понимал, что за любой несчастный случай с меня снимут голову, и технику безопасности соблюдал неукоснительно, — за нас вступался ЦК ВЛКСМ»[значимость факта?].
Исследователи творчества В. П. Крапивина отмечают неразрывную связь литературного труда писателя с его педагогической деятельностью. Сергей Баруздин указывал, что отряд «Каравелла» стал реальным воплощением в жизнь педагогических идей В. Крапивина.
В 1980-е годы «Учительская газета» публикует цикл статей В. П. Крапивина, посвящённых актуальным проблемам педагогики. В них писатель формулирует свои педагогические взгляды, в частности, отстаивает идею ценности детства, как важного этапа в жизни человека, равноценного с юностью, зрелостью и старостью; предлагает принцип сотрудничества поколений, как основу развития человека и человечества в целом; формулирует мысль о необходимости присутствия в жизни высокой идеи, мечты, параллельного пространства, как источника получения человеком внутренней силы и определения собственной миссии.
Принцип дружбы и сотрудничества детей и взрослых В. П. Крапивин проецировал не только на своих воспитанников из отряда «Каравелла», но и незнакомых подростков, попавших в трудную жизненную ситуацию. Известен случай, когда писатель приютил у себя на квартире брата и сестру из другого города, которые прислали ему письмо с просьбой о помощи.

## Общественная позиция
В 2014 году одобрил аннексию Крыма Российской Федерацией.

## Семья
С 1964 года был женат на Ирине Васильевне Крапивиной, по образованию учительнице начальных классов. Старший сын Павел — художник и поэт, его дети Дарья и Пётр живут в Екатеринбурге. Младший сын Алексей — музыкант и писатель. Проживает в Санкт-Петербурге.
Сын Павел сотрудничал со своим отцом, снялся в фильме «Та сторона, где ветер», рисовал иллюстрации к его книгам.

## Награды и премии

### Награды
- Юбилейная медаль «За доблестный труд. В ознаменование 100-летия со дня рождения Владимира Ильича Ленина» (1970)
- Отличник народного просвещения РСФСР (1980)
- Знак ЦК ВЛКСМ имени А. П. Гайдара (1983)
- Орден Трудового Красного Знамени (1984)
- Орден Дружбы народов (30 марта 1989) — за заслуги в развитии советской литературы для детей и юношества[102]
- Почётный гражданин города Екатеринбурга (1993)[103]
- Орден Почёта (5 декабря 2009) — за достигнутые трудовые успехи и многолетнюю плодотворную работу[104]
- Почётный знак «За заслуги перед городом-героем Севастополем» (2010)[105]
- Почётный гражданин Свердловской области (2013)[106]
- Почётный гражданин города Тюмени (29 мая 2014)[107]
- Почётный знак «За верность Аркадию Гайдару» (14 ноября 2016)[108]
- Знак отличия «За заслуги перед Свердловской областью» II степени (24 сентября 2018) — за выдающиеся достижения в сфере культурного развития Свердловской области[109]

### Премии
- Премия Ленинского комсомола (1974) — за создание высокохудожественных произведений и большую работу по коммунистическому воспитанию пионеров и школьников[110]
- Премия «Великое Кольцо» (1981) — за книгу «Дети синего фламинго»[110]
- Премия «Аэлита» (1983) — за книгу «Дети синего фламинго»[110]
- Премия «Зиланткон» (1998)[источник не указан 368 дней]
- Литературная премия губернатора Свердловской области (1999) — за повесть «Самолёт по имени Серёжка»[110]
- Премия имени Александра Грина (2001)[110]
- Литературная премия «Малая Урания» (2001)[источник не указан 368 дней]
- Литературная премия имени разведчика Николая Кузнецова (2003)[110]
- Премия имени Д. Н. Мамина-Сибиряка (2003)[110]
- Орден «Рыцарь фантастики» им. Игоря Халымбаджи (2003)[110]
- Премия «Большой РосКон» (2006)[110]
- Премия Президента Российской Федерации в области литературы и искусства за произведения для детей и юношества (20 марта 2014) — за вклад в развитие отечественной детской литературы и патриотическое воспитание подрастающего поколения[111][112]

## Память

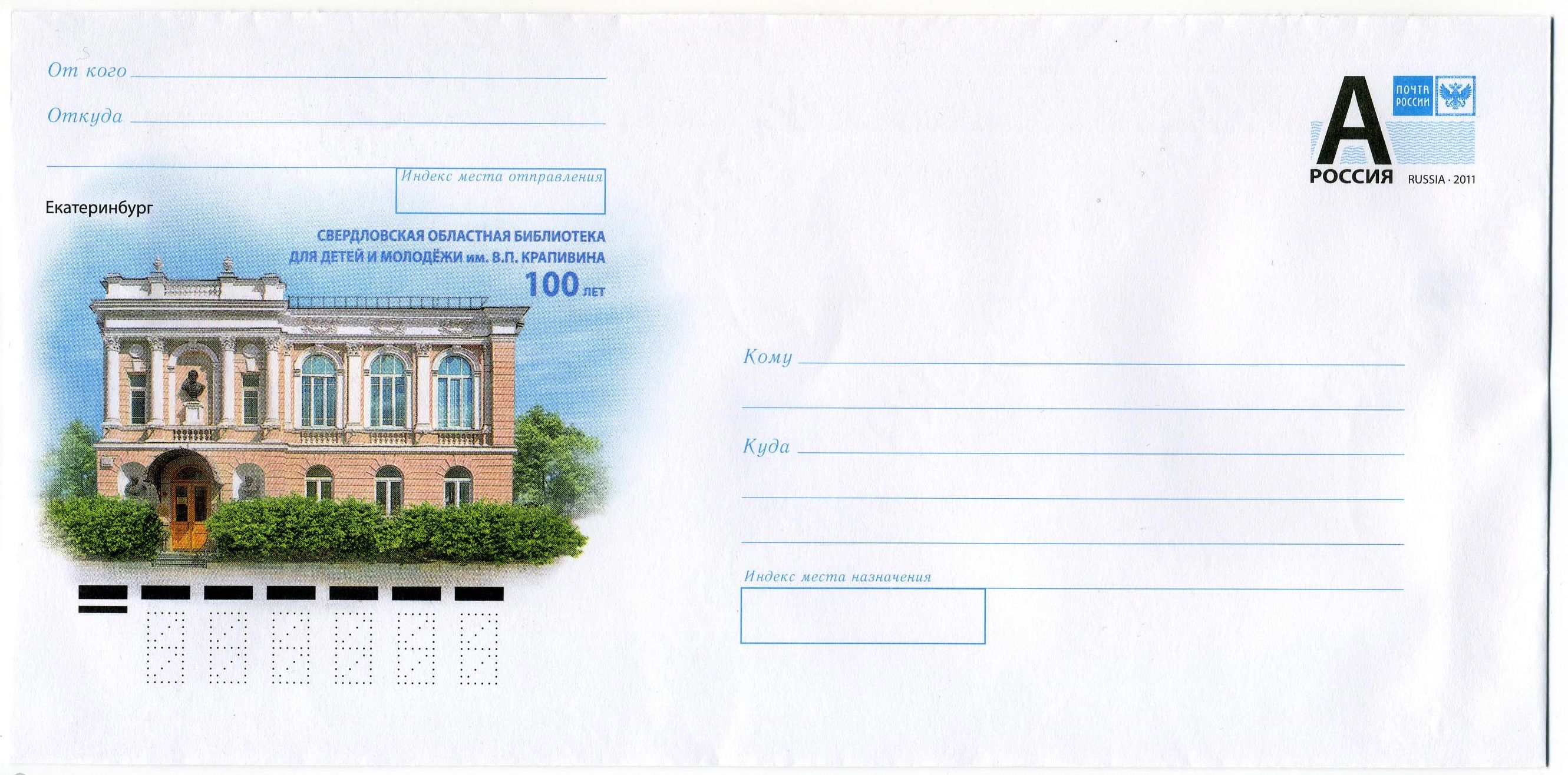
Свердловская областная библиотека для детей и молодёжи им В. П. Крапивина. Почтовый конверт России

- В 2011 году в тюменском литературно-краеведческом центре открылся музей Владислава Крапивина с постоянной экспозицией «Славка с улицы Герцена»[113].
- В 2016 году Международный астрономический союз утвердил имя Krapivin для астероида № 407243[114].
- В декабре 2016 года Свердловской областной библиотеке для детей и молодежи присвоено имя В. П. Крапивина[115].
- В 2019 году выпущен маркированный конверт, посвящённый 100-летию библиотеки им. В. П. Крапивина[116].
- В 2020 году на стене теплового пункта во дворе дома на улице Холодильная, 116 в Тюмени появилось граффити по мотивам произведений писателя[117].
- 15 февраля 2022 года в Уральском федеральном университете открыта именная аудитория Владислава Крапивина с экспозицией «Командорских островов»[118].
- 11 мая 2022 года в Тюмени на улице Ленина открылся сквер имени Владислава Крапивина[119].
- В сентябре 2022 года в Екатеринбурге на могиле писателя был установлен памятник[120].
- В 2023 году Центральная детская библиотека Тюмени получила имя Владислава Крапивина[121].
- Мемориальная доска в память о Владиславе Крапивине (Екатеринбург, 2025). Установлена № 10 по улице Маршала Жукова, где писатель со своей семьёй прожил с 1983 года по 1998 год[122].

### Рассказы

#### Восьмая звезда
Рассказы из студенческих тетрадей
- Страна Синей Чайки. Неоконченная повесть (1957)[23]; Камень с морского берега (1957)[23]; Похищение агента (1958)[23] ; Четыреста шагов (1959)[23]; Бабочка (1959)[23]; Победитель (1959)[23]; Экспедиция движется дальше (1959)[23]; Зелёная монета (1959)[23]; Овод (1959)[23]; Светлый день (1959)[23]; Там, где течёт Ориноко (1959)[124]; Медленный вальс (1960)[23]; Галинка (1960)[23]; Имени погибших (1960)[23]; Похлёбка с укропом (1960)[23]; Осколок моря (1960)[124]; Толька (1962)[124]

#### Табакерка из бухты Порт-Джексон
Ранние рассказы из газет и журналов: Прачка (1959); Восьмая звезда (1959); Табакерка (оригинальное название: «Табакерка из бухты Порт-Джексон») (1959); Письмо Северной королевы (1959); Здесь сражались красногвардейцы (оригинальное название: «Надпись на брандмауэре») (1959); Тепло с севера (оригинальное название: «Рик — лайка с Ямала») (1960); Вспомните «Эдельвейс» (1961); Рукавицы (1961); Риск (1962)

#### Рейс «Ориона»
Ранние рассказы: Рейс «Ориона» (1960); Планшет (1960); Костёр (1960); Снежная обсерватория (1959); Самый младший (1961); Трое с барабаном (1961); Минное заграждение (1960); Настоящее (1960); Крепость в переулке (1963).

#### Почему такое имя
Рассказы 1960—1963 годов: Почему такое имя?; Айсберги проплывают рядом; Минута солнца; Рубикон; Подкова; Звёзды пахнут полынью; Крылья; Стенгазета; На берегу; Брат, которому семь. Повесть в рассказах (1962—1964)

#### Победители
Рассказы разных лет: Гвозди (1971); Генка и первый «А» (1963); Капитаны не смотрят назад (1963); Львы приходят на дорогу (1964); Такая была планета (1965); Путешественники не плачут (1967); Победители (1976).

#### Альфа Большой Медведицы
Документальные рассказы: Сигнал горниста (1971); Красный кливер (1971); Штурман Коноплёв (1971); Воробьиная ночь (1971); Альфа Большой Медведицы (1971); Первый шаг (1976); След Каравеллы (1963, 1978) (в первом варианте: «Тень Каравеллы»)

### Романы и повести
- Белый щенок ищет хозяина. Повесть (1962)
- Брат, которому семь. Повесть в рассказах (1962—1964)
- Палочки для Васькиного барабана. Маленькая повесть (1963)
- Звёзды под дождём. Повесть (1964)
- Оруженосец Кашка. Повесть (1965)
- Та сторона, где ветер. Повесть (1964—1966)
  - Часть первая. Август — месяц ветров (1964)
  - Часть вторая. Люди с фрегата «Африка» (1966)
- Валькины друзья и паруса. Повесть (1966)
- Лерка. (в журнальном варианте: «Озёрный царь»). Повесть (1968)
- Тень Каравеллы. Повесть (1968—1970)
  - Часть первая. Тень Каравеллы (1968)
  - Часть вторая. По колено в траве (1970)
- Паруса «Эспады». Трилогия
  - Мальчик со шпагой. Роман (1972—1974)
    - Часть первая. Всадники на станции Роса (1972)
    - Часть вторая. Звёздный час Серёжи Каховского (1973)
    - Часть третья. Флаг-капитаны (1974)

  - Бронзовый мальчик. Роман (1992)
  - Рыжее знамя упрямства. Роман (2005)
- Алые перья стрел. Трилогия. В соавторстве с С. П. Крапивиным (1971—1975)
  - Алые перья стрел. Повесть
  - Каникулы Вершинина-младшего. Повесть
  - Шесть лет спустя. Повесть
- Болтик. Повесть (1976)
- Колыбельная для брата. Повесть (1978)
- Трое с площади Карронад. Повесть (1979)
- Журавлёнок и молнии. Роман (1981)
- Сказки Севки Глущенко. Повесть (1982)
- Мушкетёр и фея и другие истории из жизни Джонни Воробьёва. Цикл повестей (1969—1985)
  - Бегство рогатых викингов (1969)
  - След крокодила (1975)
  - Мушкетёр и фея (1975)
  - Шлем витязя (1980)
  - Тайна пирамид (1985)
- Острова и капитаны. Роман (1984—1987)
  - Книга первая. Хронометр (Остров Святой Елены)
  - Книга вторая. Граната (Остров капитана Гая)
  - Книга третья. Наследники (Путь в архипелаге)
- Синий город на Садовой. Роман (1991)
- Бабушкин внук и его братья. Роман (1996)
- «Тридцать три — нос утри…». Повесть (1997)
- Рассекающий пенные гребни. Повесть (1998)
- Дело о ртутной бомбе. Повесть (1999)
- Давно закончилась осада… Роман (2000)
- Семь фунтов брамсельного ветра. Роман (2000—2003)
- Битанго. Истории о друзьях и о себе (1979—2000)
  - Книга первая. Шестая Бастионная. Рассказы и повести об улицах детства
    - Сентябрьское утро. Рассказ (1979—1982), включает ранее написанный рассказ «Флаг отхода»
    - Далеко-далеко от моря… Рассказ (1984)
    - Алька. Рассказ (1981)
    - Бастионы и форты. Рассказ (1985)
    - Стрела от детского арбалета. Рассказ (1978—1982)
    - Путешествие по старым тетрадям. Рассказ (1984), включает ранее написанный рассказ «Мальчик и солнце»
    - Остров Привидения. Рассказ (1981)
    - Вечерние игры. Рассказ (1983)
    - Мокрые цветы. Маленькая повесть (1984—1985)

  - Сандалик, или Путь к Девятому бастиону. Повесть (1984)
  - Книга вторая. Золотое колечко на границе тьмы.
    - «Пошёл, все наверх!..» Повесть (1992)
    - Клад на Смоленской улице. Повесть (1994)
    - Мой друг Форик… Повесть (1995)
    - Босиком по Африке. Повесть (1993)
    - Битанго. Повесть (1994)
    - Золотое колечко на границе тьмы. Повесть (1994)
    - Заяц Митька. Повесть (1996)
    - Однажды играли… Повесть (1998)
    - Под созвездием Ориона. Повесть (1999)
    - След ребячьей сандалии. Повесть (2000)
    - Белые башни Города. Рассказ (2001)
    - Ржавчина от старых якорей. Повесть (2002)
    - Трое в «копейке», не считая зайца Митьки. Повесть. В соавторстве с С. Аксёненко и А. Керданом (2001)
    - Непроливашка. Повесть (2002)
- Стеклянные тайны Симки Зуйка (другое название: Воздух той давней ночи). Роман (2005)
- Трофейная банка, разбитая на дуэли. Роман (2007)
- Дагги-Тиц. Повесть (2007)
- Стальной волосок. Трилогия
  - Бриг «Артемида»[126]. Роман (2008)
  - Гваделорка[127]. Роман (2008)
  - Бабочка на штанге. Роман (2009)
- Тополята. Роман (2010)
- Прыгалка. Повесть (2010; издан в журнале «Путеводная звезда». Книжная публикация: «Бабочка на Штанге». М.: Эксмо, 2010 г.)
- Рогатая сага. Повесть о съёмках фильма «Бегство рогатых викингов» (2011; издана в журнале «Тюменский курьер»)
- Мраморный кролик. Повесть (2011; издана в журнале «Путеводная звезда»)
- Пироскаф «Дед Мазай». Роман (2011; издан в журнале «Путеводная звезда»)
- Переулок Капитана Лухманова. Роман (2013)

### Фантастические романы и повести
- Страна Синей Чайки. Повесть из цикла «Восьмая звезда» (1957)
- Я иду встречать брата. Маленькая повесть (1961)
- В ночь большого прилива. Трилогия
  - Далёкие горнисты. Рассказ (1969);
  - В ночь большого прилива. Повесть (1977);
  - Вечный жемчуг. Повесть (1977)
- Голубятня на жёлтой поляне. Роман-трилогия (1983—1985)
  - Книга первая. Голубятня в Орехове.
  - Книга вторая. Праздник лета в Старогорске.
  - Книга третья. Мальчик и ящерка.
- Оранжевый портрет с крапинками. Повесть (1985)
- В глубине Великого Кристалла. Повести (1988—1991)
  - Выстрел с монитора (1988)
  - Гуси-гуси, га-га-га… (1988)
  - Застава на Якорном поле (1989)
  - Крик петуха (1989)
  - Белый шарик матроса Вильсона (1989)
  - Лоцман (1991)
  - Сказки о рыбаках и рыбках (другое название: «Лунная рыбка») (1991)
- Помоги мне в пути. (Кораблики). Роман (1993)
- Самолёт по имени Серёжка. Повесть (1994)
- Взрыв Генерального штаба. Повесть (1996)
- Мальчик девочку искал… Повесть (2000)
- Синий треугольник. Почти фантастическая повесть (2001)
- Колесо Перепёлкина. Повесть (2001)
- Стража Лопухастых островов. Роман-сказка (2002)
- Нарисованные герои. «Лоскутная» повесть (2003)
- Прохождение Венеры по диску солнца. Роман (2004)
- Топот шахматных лошадок. Роман (2005)
- Ампула Грина. Повесть (2007)
- Бабочка на штанге. Повесть (2009)
- Тополята. Роман (2010)
- Пироскаф «Дед Мазай». Роман-сказка (2011)

### Сказки о парусах и крыльях
- Фрегат «Звенящий». Рассказ об устройстве парусного корабля и плаваниях под парусами (Книга для школьников, интересующихся морским делом). Роман-справочник (1997)

#### Летящие сказки
- Лётчик для Особых Поручений. Повесть (1972)
- Ковёр-самолёт. Повесть (1975)
- Дети синего фламинго. Повесть (1980)
- Возвращение клипера «Кречет». Повесть (1983)
- Тополиная рубашка. Повесть (1984)

#### Сказки капитанов
- Старый дом. Рассказ (1970)
- Баркентина с именем звезды. Маленькая повесть (1970)
- Портфель капитана Румба. Морской роман-сказка для детей школьного, послешкольного и пенсионного возраста (1990)
- «Я больше не буду», или Пистолет капитана Сундуккера. Повесть (1995)
- Пироскаф «Дед Мазай». Роман-сказка (2011)

#### Сказки поющего кота
- «Чоки-чок», или Рыцарь Прозрачного Кота (Приключения в стране, которая рядом). Повесть (1992)
- Серебристое дерево с поющим котом. Повесть (1992)

### Сказки и были Безлюдных Пространств
- Дырчатая Луна. Повесть (1993)
- Самолёт по имени Серёжка. Повесть (1993)
- Лето кончится не скоро. Повесть (1994)
- Взрыв Генерального штаба. Повесть (1996)
- Полосатый жираф Алик (другое название: «Трава для астероидов»). Межзвёздная повесть (1998)
- Лужайки, где пляшут скворечники. Роман Безлюдных Пространств (1998)
- Бабушкин внук и его братья. Роман (1997)
- Топот шахматных лошадок. Роман (2005)
- Ампула Грина. Повесть (2007)
- Бабочка на штанге. Повесть (2009)

### Книги В. Крапивина иотряда «Каравелла»
- Чем крепче ветер (1972)
- Море в конце переулка (1976)
- Барабанщики, вперёд! (1986)
- Здравствуй, отряд! (1986)
- Непридуманные герои: перекличка времён и событий (2005)

## Экранизации
- 1965 — Я иду встречать брата (фильм-спектакль)
- 1974 — Валькины паруса[128]
- 1974 — Оруженосец Кашка — Центральное телевидение, телестудия «Орлёнок»[129][130], считается утраченным с 1990 года.
- 1974 — Всадники на станции Роса — Центральное телевидение, телестудия «Орлёнок»[129][130][131], считается утраченным с 1990 года.
- 1975 — Мальчик со шпагой
- 1978 — Та сторона, где ветер
- 1982 — Колыбельная для брата
- 1986 — Удивительная находка или самые обыкновенные чудеса[132]
- 2001 — Ещё одна сказка о золушке[133]
- 2003 — Планета[133]
- 2005 — Мушкетёр и фея[134]
- 2007 — Владислав Крапивин: Мастер снов[135]
- 2008 — Трое с площади Карронад
- 2010 — Легенда острова Двид (по произведению «Дети синего фламинго»)
- 2017 — След крокодила[136]
- 2018 — Бегство рогатых викингов (по одноимённой повести из цикла «Приключения Джонни Воробьёва»; реж. Илья Белостоцкий)[137]. В январе 2011 года в Губернаторском зале библиотеки ТюмГУ прошла закрытая демонстрация отснятых материалов[138][139]. Премьера фильма состоялась 15 апреля 2018 года в Москве[140].

## Песни на стихи Владислава Крапивина
К стихам Владислава Крапивина обращались как профессиональные композиторы, так и самодеятельные авторы (барды). Сохранилась аудиозапись двух песен — «Испанская» и «Кузнечик Вовка» — из телеспектакля «Мальчик со шпагой» (композитор Максим Дунаевский, исполняет Виктор Свиридов). Много песен были написаны и исполнены бардом из Екатеринбурга Григорием Рейхтманом Воронежский бард Константин Чудинов написал песни «Маленькие барабанщики» и «Кораблик» на стихи Крапивина. В 2016 году песню «Рыжий конь» из повести «Оранжевый портрет с крапинками» исполнил 12-летний певец из Москвы Никита Табунщик. В 2018 году Никита Табунщик исполнил песню «Помоги мне в пути» на стихи Владислава Крапивина и музыку Евгения Круглова. К песне был снят фильм-клип по мотивам романа Владислава Крапивина «Кораблики, или Помоги мне в пути», где вокалист Никита Табунщик исполнил роль Петьки Викулова (по прозвищу Патефон).

## Комментарии
1. ↑  «В ночь большого прилива», «Дети синего фламинго», «Оранжевый портрет с крапинками».
2. ↑  «Лётчик для особых поручений, «Ковер-самолёт», «Тополиная рубашка», «Возвращение клипера "Кречет"».
3. ↑  «Колыбельная для брата», «Трое с площади Карронад» «Журавленок и молнии», «Мальчик со шпагой», «В ночь большого прилива», «Голубятня на желтой поляне».